# Magda Bogin
Magda Bogin (Manhattan, Nova York, 1950) és una editora, novel·lista i traductora del català, occità i castellà a l'anglès, que ha contribuït a donar a conèixer Salvador Espriu als Estats Units i és coneguda sobretot per la seva feina d'investigació a la literatura medieval, especialment pel que fa a les trobairitz. Ha viscut més de quaranta anys a Mèxic i ha traduït a l'anglès Isabel Allende, Federico García Lorca, Rosario Castellanos i Elena Poniatowska
Ha rebut nombrosos premis i guardons, darrerament com a llibretista resident amb l'American Lyric Theater de Nova York, ha estat professora d'escriptura a les universitats de Columbia, Princeton i al City College of New York. És fundadora i directora d'Under the Volcano, un programa de classes magistrals d'escriptura que es reuneix cada mes de gener a Mèxic, i ofereix tallers en línia per als escriptors amb obres en curs.

## Obres
Entre les seves obres com a escriptora hi ha:
- The Women Troubadours (1976)
- The Path to Pain Control (1982)
- Natalya, God's Messenger (1994)

Com a editora i traductora, per exemple:
- The House of the Spirits d'Isabel Allende (1985)
- The Selected Poems, de Rosario Castellanos (1988), traduït amb Cecilia Vicuna
- Selected Poems, de Salvador Espriu (1989)
- Don Quixote, de Miguel de Cervantes Saavedra (1991)